# Chicago 13
Chicago 13 es el undécimo álbum de estudio de la banda de rock estadounidense Chicago, publicado en 1979.  Chicago 13 fue duramente criticado por la prensa especializada, especialmente por su acercamiento a la música disco que era muy popular a finales de la década de 1970 y por no producir ningún "hit single". Sin embargo, el álbum logró la certificación de disco de oro y ocupó la posición No. 21 en las listas de éxitos.

## Lista de canciones

### Lado Uno
1. "Street Player" - 9:12
2. "Mama Take" - 4:15
3. "Must Have Been Crazy" - 3:27
4. "Window Dreamin'" - 4:12
5. "Paradise Alley" - 3:40

### Lado Dos
1. "Aloha Mama" - 4:12
2. "Reruns" - 4:30
3. "Loser with a Broken Heart" - 4:44
4. "Life Is What It Is" - 4:40
5. "Run Away" - 4:20

## Créditos
- Peter Cetera – bajo, guitarra, voz
- Donnie Dacus – guitarras, voz
- Laudir de Oliveira - percusión
- Robert Lamm – teclados, coros
- Lee Loughnane – trompeta
- James Pankow – trombón
- Walter Parazaider – saxofón
- Danny Seraphine – batería